# 曹履泰 (清朝)
曹履泰（1790年—1861年），字曙珊，江西 南康府都昌縣人。清朝官员。

## 生平
曹履泰幼时家贫，刻苦求学。道光十三年（1833年）癸巳科汪鸣相榜一甲第二名进士，授翰林院编修。历升陕西道监察御史，转湖广道监察御史，改兵科给事中。咸丰改元，补鸿胪寺少卿。后简放广东惠潮嘉道。